# Теория фундаментального поля
Теория фундаментального поля — теория физики элементарных частиц. Рассматривает два типа объектов: элементарные частицы вещества и элементарные частицы вакуума. Все элементарные частицы рассматриваются как три вложенных друг в друга сферы Шварцшильда. Внутри каждой такой сферы по концентрическим окружностям вращаются, по законам классической механики, электрически заряженные микрочастицы. Излучение этих микрочастиц полностью компенсирует друг друга и в окружающий мир ничего не излучается. Условия устойчивости элементарных частиц определяют все их характеристики.

## Критика
Модель элементарных частиц как трёх вложенных друг в друга сфер Шварцшильда содержит логические противоречия. После математических преобразований уравнений классической теории гравитации ОТО получаются мнимые массы и расстояния. Затем мнимая масса рассматривается как диполь, состоящий из отрицательной и положительной масс. Поле создаёт сумма этих масс, а объект, движущийся в поле — разность этих масс, в противоречиями с исходными уравнениями теории гравитации.
Взаимная компенсация излучения микрочастиц невозможна и невозможна устойчивость любого доквантового атома. Математические условия компенсации излучения ошибочны. ТФП несостоятельна и при сравнении с экспериментальными данными: она не объясняет квантование зарядов элементарных частиц, из неё следует нарушение электрического заряда при распадах элементарных частиц, в противоречии с CPT-теоремой, характеристики частиц и античастиц не совпадают.